# Iresine pringlei
Iresine pringlei là loài thực vật có hoa thuộc họ Dền. Loài này được S. Watson mô tả khoa học đầu tiên năm 1890.